# الأدب الكرواتي

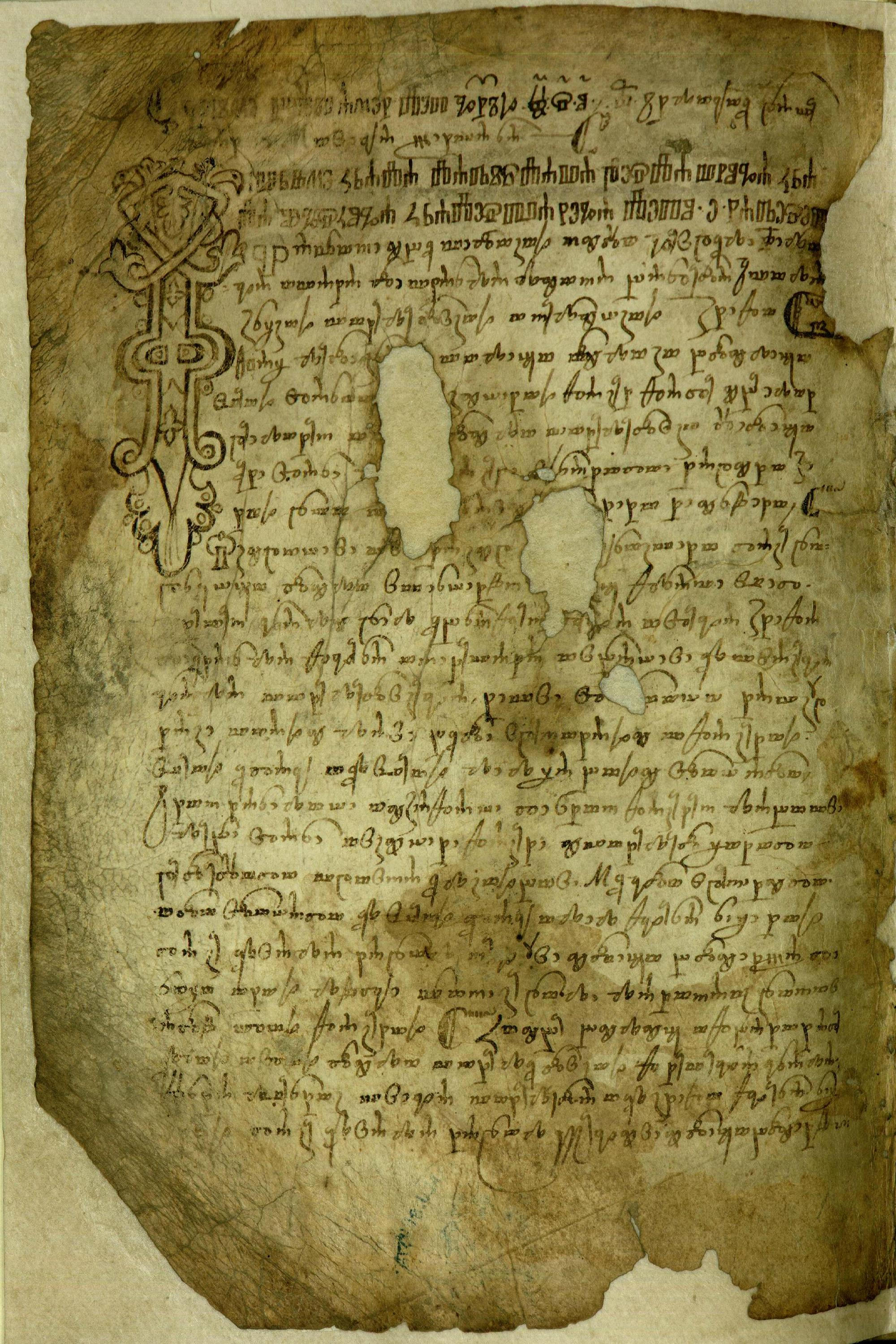
نص فينودل (1288 م)

يشير مصطلح الأدب الكرواتي إلى الأعمال الأدبية التي تُنسب إلى الثقافة القروسطية والحديثة الخاصة بالكروات وكرواتيا واللغة الكرواتية. إلى جانب اللغة الحديثة التي طُبقت معايير موحدة على شكلها وقواعد كتابتها في نهايات القرن التاسع عشر، يغطي مصطلح الأدب الكرواتي أيضًا الأعمال الأقدم التي أنتِجت ضمن الحدود الحديثة لكرواتيا، والتي كُتبت باللغتين السلافونية الكنسية ولاتينية العصور الوسطى، إضافة إلى الأعمال العامية المكتوبة باللهجتين التشاكافية والكايكافية.

## تاريخه

### الأدب الكرواتي القروسطي
يشبه النثر الكرواتي القروسطي بقية الأدب الأوروبي القروسطي آنذاك. وتعود أقدم الشواهد على معارف القراءة والكتابة الكرواتية إلى القرنين الحادي عشر والثاني عشر، ويمتد الأدب الكرواتي القروسطي حتى منتصف القرن السادس عشر. يمكن العثور على بعض عناصر الأشكال الأدبية القروسطية حتى ضمن أدب كرواتيا في القرن الثامن عشر، ما يعني أن تأثيرها كان أقوى في كرواتيا مما في بقية أوروبا. نُقش الأدب الكرواتي المبكر على الألواح الحجرية، وكُتب في مخطوطات يدوية، وطُبع في كتب. وثمة قسم استثنائي من الأدب الكرواتي القروسطي كُتب باللاتينية. وقد كُتبت أولى الأعمال التي تناولت سير حياة القديسين وتاريخ الكنيسة في المدن الساحلية الدلماسية (سبليت وزادار وتروغير وأوسور ودوبروفنيك وكوتور)، مثل «مبشر سبليت» (Splitski evanđelistar) (في القرنين السادس والسابع) وأعمال أخرى شعائرية وغير شعائرية. حُددت بداية الأدب الكرواتي القروسطي بسير حياة القديسين اللاتينية، إذ اشتملت على نصوص تتحدث عن شهداء دلماسيين وإستريين: القديس دومنيوس والقديس أناستاسيوس والقديس موريس والقديس جرمانوس. في بانونيا شمالي كرواتيا، كُتبت أعمال عن الطوائف المسيحية، مثل ما تركه القديس كويرينوس والقديس يوسيبيوس والقديس بوليو. وطوال قرون، كتب الكروات كل أعمالهم التي تتعلق بالقانون والتاريخ والعمل العلمي باللاتينية، ما جعل هذه الأعمال متاحة بصفتها جزءًا من الأدب الأوروبي الأشمل.
وقد كُتب النثر الكرواتي القروسطي بلغتين: الكرواتية والسلافونية الكنسية، باستخدام ثلاث أبجديات مختلفة هي الغلاغوليتسية واللاتينية والكيريلية البوسنية. وكان ثمة شيء من التفاعل بينها، الأمر الذي تثبته وثائق تحمل حروفًا من أبجديتين معًا، لا سيما في ما يتعلق بالنصوص الغلاغوليتسية والكيريلية، وبعض اللاتينية التي اعتمدت على أشكال غلاغوليتسية. وهذا التفاعل هو ما يجعل الكتابة الكرواتية فريدة من نوعها وسط النثر السلافي، وحتى ضمن الأدب الأوروبي. يعكس الأدب الكرواتي القروسطي النزعات العامة التي سادت في الأدب الأوروبي، غير أنه كان ثمة بعض المزايا المختلفة، مثل الأدب الموجه إلى عوام الناس والخلفية التقليدية القوية للأدب الشفوي ومزج المواضيع الدينية ومداخلة الأنماط الأدبية ببعضها. وقد قام قسم مهم من الأدب الكرواتي المبكر على الترجمات، ورافقتها عمليات التحرير الأوروبية الوسطى النمطية. وتأثر الأدب الكرواتي المبكر بثقافتين سائدتين: من الشرق (الإرث البيزنطي والسلافوني الكنسي) ومن الغرب (التقاليد اللاتينية والإيطالية والفرانكو-إيطالية والتشيكية).
منذ القرن الرابع عشر، بقي التأثير الغربي قويًا في الأدب الكرواتي. ولدى ملاحظتهم هذه الأنماط، كيّف الكتاب الكروات –ومعظمهم مجهولو الهوية- أعمالهم وفق الحاجات المحددة للمجتمع الذي يكتبون ضمنه وله. وعلى الرغم من كون كتاباتهم ترجمات بمعظمها، فقد حقق هذا الأدب سوية فنية جديرة بالاعتبار من النواحي اللغوية والأسلوبية. وتمثل إحدى أهم إنجازاتهم في المحافظة على حياة اللغة السلافونية الكنسية الحرفية (ولا سيما بالأبجدية الغلاغوليتسية). وفي فترات لاحقة، باتت عناصر من تلك اللغة تُستخدم بطرق تعبيرية بمثابة علامة على «الأسلوب الرفيع»، ومع تطعيمها بكلمات عامية دارجة أصبحت مؤهلة لنقل المعرفة بما يشمل مدى واسعًا من الحقول المعرفية، من القانون والإلهيات والتاريخ والنصوص العلمية وصولًا إلى الأعمال الأدبية. ولقد مثلت هذه الأعمال القروسطية المكتوبة بلغة الشعب الخاصة به نقطة الانطلاق لأدب الفترات اللاحقة، وأشير إلى الشعراء والمغنين مجهولي الهوية -الذين طوروا أساليبهم الخاصة من الشعر الديني في معظم الأحيان والذين ينتمون إلى هذه الفترة- باسم « začinjavci» من قبل الكتّاب والمصادر اللاحقة.
أقدم آثار للنثر الكرواتي القروسطي هي على شكل ألواح حجرية منقوشة بالأبجدية الغلاغوليتسية: لوح فالون ولوح بلومين ونقش جزيرة كرك من القرن الحادي عشر، ولوح باشكا من القرن الحادي عشر أو الثاني عشر. ويعتبر لوح باشكا أول وثيقة كاملة وصلت إلينا بلغة الشعب مع عناصر من اللغة السلافونية الكنسية الحرفية، وكثيرًا ما يُعد «شهادة ميلاد» اللغة الكرواتية، إلى جانب أنه يشمل أول ذِكر للكروات. دُوِّن على الحجر المنقوش أن الملك زفونيمير وهب قطعة أرض لكنيسة ديرٍ بندكتية في عهد الأب درزيها (Abbot Drzhiha)، ويقدم هذا الحجر المثال الوحيد على الانتقال من الأبجدية الغلاغوليتسية ذات النمط المقدوني المدوّر إلى الأبجدية الكرواتية بحروفها ذات الزوايا.
من الكتابات المبكرة الأخرى لوح سيني ولوح بلاستوفو ولوح كنين ولوح سوبيتار، وجميعها تعود بتاريخها إلى القرن الثاني عشر، إضافة إلى لوح هوم (Hum) من القرن الحادي عشر أو الثاني عشر. وتمثل قطع أوراق فيينا التي تعود إلى مخطوطة غلاغوليتسية من فترة القرنين الحادي عشر والثاني عشر، والتي كُتبت في مكان ما من غربي كرواتيا، أول كتابة شعائرية بتنقيح كرواتي باللغة السلافونية الكنسية. ويعد لوح بوفليا (Povlja) أقدم وثيقة كتبت بالألفبائية الكيريلية، إذ يرجع تاريخها إلى القرن الثاني عشر وأصلها إلى جزيرة براتش (Brač)، وتستخدم اللهجة التشاكافية المعيارية «البائدة».
وتصف وثائق قانونية أخرى، مثل ميثاق فربنيك وميثاق فينودول وميثاق كاستاف، القوانينَ التنظيمية لهذه المدن الساحلية باعتبارها مراكز إدارية.
ولم تبقَ من الوثائق المكتوبة باليد سوى قطع متفرقة، وهي تحمل شهادة على تراث أدبي غني احتضنته الأرض الكرواتية. وهذه أجزاء من أعمال شعائرية توراتية: مقاطع من أعمال الرسل، مثل أعمال الرسل الخاصة بميهانوفيتش ومقطع لغراشكوفيتش وكلاهما وُضعا في القرن الثاني عشر، إضافة إلى مقاطع من كتب القداديس مثل الصفحة الأولى من أوراق من كييف تعود إلى القرن الحادي عشر أو الثاني عشر وأوراق فيينا من القرن الثاني عشر وهذه أقدم وثائق كرواتية ذات محتوى شعائري، إلى جانب مقاطع من التلاخيص مثل مقاطع لندن ومقاطع فربنيك ومقاطع روتشكي (Ročki) التي تعود كلها إلى القرن الثالث عشر. وتشكل جميع الوثائق الغلاغوليتسية امتدادًا للوثائق التي وُضعت ضمن الفترة نفسها في مناطق بلغارية ومقدونية وتشيكية وروسية. لكن بحلول القرنين الثاني عشر والثالث عشر، كان الكروات قد طوروا شكلًا خاصًا بهم من الكتابة الغلاغوليتسية، وبدؤوا بتشكيل اللغة الكرواتية متأثرين باللهجة التشاكافية. وبقيامهم بفعلهم ذلك، شكل الكروات نسختهم الخاصة من اللغة السلافونية الكنسية التي استمرت قيد الاستخدام حتى القرن السادس عشر. وفي الوقت نفسه، كانت نسخ الكتاب المقدس تُكتب وفق نموذج الفولغاتا اللاتينية. ومن ذلك الوقت وصلتنا أقدم النصوص المتبقية من أساطير سير القديسين والنصوص الأبوكريفية النثرية، ومن أمثلتها مقاطع بودابست (من القرن الثاني عشر، مع جزء من أسطورة عن القديس سمعان والقديسة تقلا يرجع إلى القرن الثالث عشر، وجزء من أعمال أبوكريفية عن القديس بولس والقديسة تقلا).